# Numazawa (sopka)
Numazawa je menší vulkanický komplex, sestávající ze štítového vulkánu a kaldery Numazawako (japonsky 沼沢湖) s rozměry 1,5 × 2 km, nacházející se v centrální části japonského ostrova Honšú. Na stavbě komplexu Numazawa se podílejí zejména dacity. Komplex je vybudován na starší, pliocenní kaldeře, současný tvar byl vytvořen při velké pliniovské erupci přibližně před 5000 lety.